# Посёлок при 11 шлюзе ББК
Посёлок при 11 шлю́зе ББК — посёлок в составе Идельского сельского поселения Сегежского района Республики Карелия.

## Общие сведения
Расположен на берегу реки Нижний Выг и озера Шавань вблизи шлюза № 11 Беломорско-Балтийского канала.
Рядом с посёлком в составе гидроузла шлюза № 11 находится достопримечательное место, памятник истории — Шаваньская водосливная плотина (плотина № 23), созданная в 1932−1933 гг. при строительстве Беломорско-Балтийского канала, выделяющаяся своей исключительной конструкцией: водосливная часть плотины представляет собой деревянный ряж со сплошными стенами, заполненный камнем.

## Население
| 2002 | 2009 | 2010 | 2013 |
| ---- | ---- | ---- | ---- |
| 23   | ↗24  | ↘16  | →16  |